# Marico

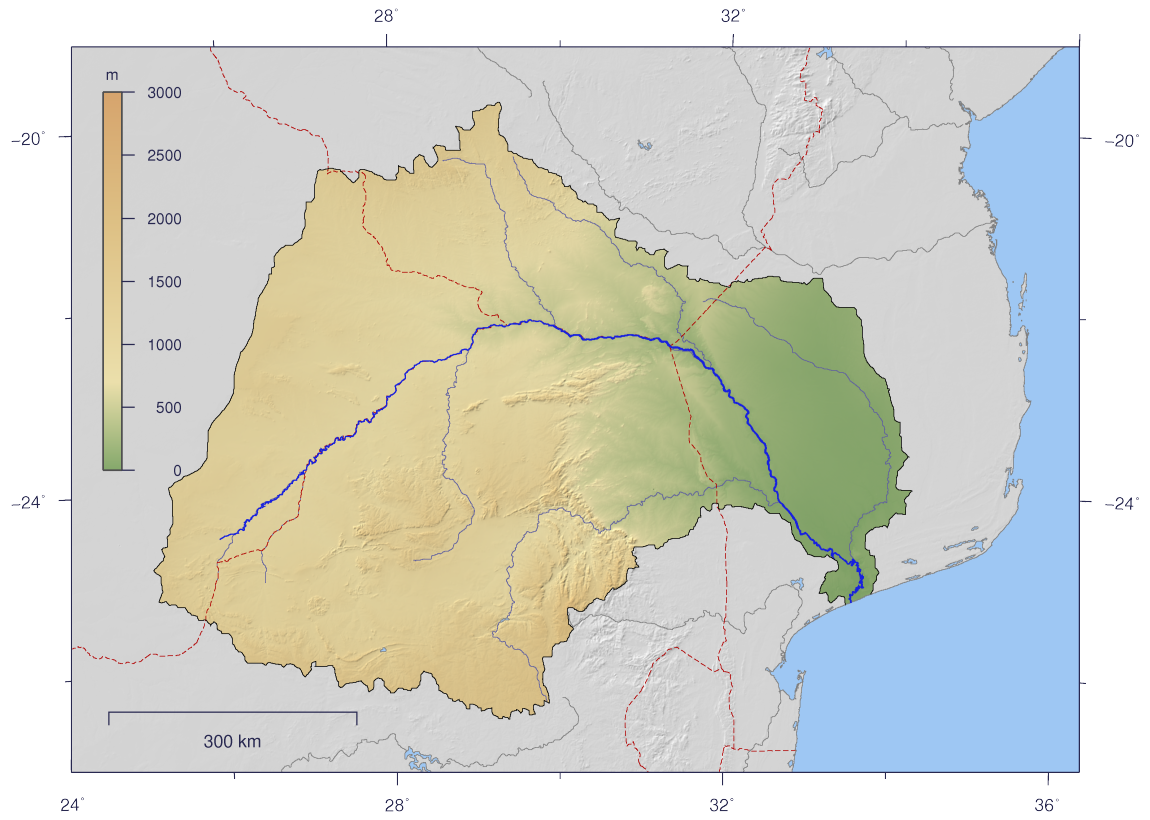
Cours et bassin versant de la rivière Limpopo.

La rivière Marico ou Madikwe est une rivière d'Afrique australe. 
Plusieurs barrages sont bâtis dans son bassin. La ville de Groot Marico doit son nom à la rivière. Après avoir été rejoint sur sa rive droite par la rivière Crocodile, elle est connue du nom de Limpopo. 

## Cours

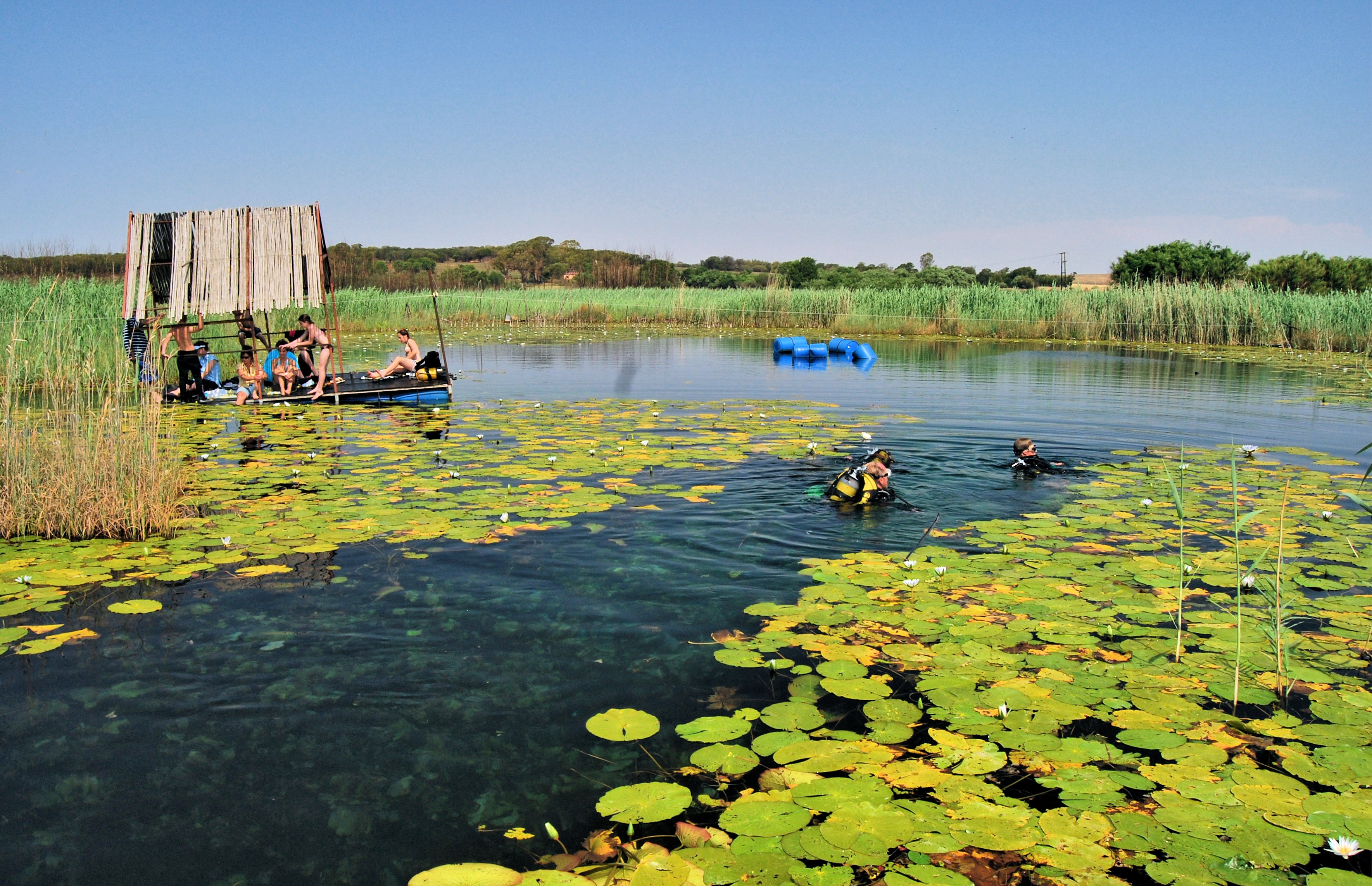
La source de la rivière Marico.

La source de la rivière est un grand trou dolomitique dans le sol avec de l'eau claire, qui est également un spot de plongée sous-marine spectaculaire. Elle coule vers le nord sous le nom de Groot Marico, et plus en aval la plus petite rivière Klein Marico unit ses forces. Pour un tronçon, elle est dénommée Madikwene River, mais après que la rivière Sehubyane (Sandsloot) rejoint sa rive gauche, elle revient au nom de Marico. 
Elle continue de couler vers le nord, se courbant vers le nord-est et formant la frontière entre l'Afrique du Sud et le Botswana. Plus en aval, la rivière Crocodile rejoint la Marico par la droite et le nom du ruisseau après la confluence devient la Limpopo. À environ cinq kilomètres de la confluence, la rivière Notwane rejoint le Limpopo par le sud-ouest.

## Barrages dans le bassin hydrographique
- Barrage de Molatedi
- Barrage de Kromellenboog
- Barrage de Marico-Bosveld
- Barrage d'Uitkyk
- Barrage de Klein-Maricopoort
- Barrage de Sehujwane
- Barrage de Madikwe

## Voir également
- Liste des fleuves d'Afrique du Sud